# Cer(III)-fluorid
Cer(III)-fluorid ist ein Salz des Seltenerd-Metalls Cer mit Fluorwasserstoff.

## Gewinnung und Darstellung
Cer(III)-fluorid wird gewonnen durch Umsetzung von löslichem Cer(III)-chlorid CeCl3 mittels Fluorwasserstoff HF und anschließendem Abrauchen des CeF3 mit Ammoniumfluorid im Platintiegel, oder alternativ aus Cer(IV)-oxid mit einem Überschuss an Flusssäure.
{\displaystyle {\ce {4 CeO2 + 12 HF -> 4 CeF3 + 6 H2O + O2}}}

## Eigenschaften

### Physikalische Eigenschaften
Cer(III)-fluorid hat einen Brechungsindex von 1,62 (bei 500 nm) und ist transparent im Bereich von 300 bis 5000 nm.

### Chemische Eigenschaften
Cer(III)-fluorid ist unlöslich, hydrolysiert in Wasser jedoch langsam zum Ceroxidfluorid CeOF.

## Verwendung
Cer(III)-fluorid ist ein Zwischenprodukt bei der Herstellung von reinem Cer (Abtrennung von anderen Seltenerdmetallen).
Es wird verwendet:
- in Sauerstoff-sensitiven Anwendungen, wie zum Beispiel der Metallverarbeitung
- als Bestandteil von feuerfester Keramik
- in der Elektronikindustrie zum Sputtern
- als Zusatzstoff in Graphit-Elektroden von Kohlebogenlampen zur Steigerung von deren Helligkeit (Scheinwerfer von Heinrich Beck)[7]
- als Ausgangsmaterial für Poliermittel und Spezialgläser
- als Szintillator (mit Europium dotiert) für Teilchendetektoren in der Hochenergiephysik
- als Material für reflexionsmindernde Schichten[8]
- In extrem geringer Konzentration (ppm) werden Fluoridverbindungen in der Medizin verwendet.[9]